# نوبهارست در آن کوش که خوشدل باشی
غزلی با مطلعِ «نوبهارست در آن کوش که خوش‌دل باشی» غزل شمارهٔ ۴۵۶ از دیوانِ حافظ در تصحیحِ محمد قزوینی و قاسم غنی است.

## در اجراها
محمّدرضا شجریان در برنامهٔ شمارهٔ ۱۳ از مجموعهٔ گل‌های تازه این غزل را در دستگاهِ ماهور اجرا کرده‌است.